# Campeonato Europeo de Patinaje de Velocidad sobre Hielo
El Campeonato Europeo de Patinaje de Velocidad sobre Hielo es la máxima competición de patinaje de velocidad sobre hielo en Europa. Es celebrado anualmente desde 1893 por la Unión Internacional de Patinaje sobre Hielo (ISU). La participación femenina data de 1970.
En el año 2017 la ISU realizó un par de cambios en el formato de esta competición, dividiéndola en tres tipos y creando dos campeonatos por separado: el Campeonato Europeo de Patinaje de Velocidad sobre Hielo en Distancia Individual y el Campeonato Europeo de Patinaje de Velocidad sobre Hielo en Distancia Corta. En los años impares se realiza este campeonato (en el que los patinadores compiten para alcanzar una clasificación general) y el campeonato en distancia corta (disputadas carreras de 500 y 1000 m); y en los pares se efectúa el campeonato en distancia individual (que no otorga una clasificación general, sino medallas en cada distancia).

## Formato
El campeonato ha sufrido a lo largo de sus más de 100 ediciones cambios en su formato, principalmente en los eventos a disputar y en las reglas de puntuación. 
Actualmente se disputan cuatro distancias para cada género, que otorgan medallas a los tres primeros puestos. El título de campeón europeo y medalla de oro general se da al patinador y a la patinadora que mejor puntuación hayan obtenido en las cuatro competiciones.

## Torneo masculino
| Núm.     | Año         | Sede                                             | Oro                                              | Plata                                            | Bronce                                           |                                                  |
| -------- | ----------- | ------------------------------------------------ | ------------------------------------------------ | ------------------------------------------------ | ------------------------------------------------ | ------------------------------------------------ |
| I        | 1893        | Berlín ( Alemania)                               | Rudolf Ericsson · Suecia                         | —                                                | —                                                |                                                  |
| II       | 1894        | Hamar · ( Noruega)                               | —                                                | —                                                | —                                                |                                                  |
| III      | 1895        | Budapest ( Hungría)                              | Alfred Næss · Noruega                            | —                                                | —                                                |                                                  |
| IV       | 1896        | Hamburgo ( Alemania)                             | Julius Seyler Alemania                           | —                                                | —                                                |                                                  |
| V        | 1897        | Ámsterdam · ( Países Bajos)                      | Julius Seyler Alemania                           | —                                                | —                                                |                                                  |
| VI       | 1898        | Helsinki ( Finlandia)                            | Gustav Estlander Finlandia                       | —                                                | —                                                |                                                  |
| VII      | 1899        | Davos · ( Suiza)                                 | Peder Østlund · Noruega                          | —                                                | —                                                |                                                  |
| VIII     | 1900        | Strebské Pleso ( Hungría)                        | Peder Østlund · Noruega                          | —                                                | —                                                |                                                  |
| IX       | 1901        | Trondheim · ( Noruega)                           | Rudolf Gundersen · Noruega                       | —                                                | —                                                |                                                  |
| X        | 1902        | Davos · ( Suiza)                                 | Johan Schwartz · Noruega                         | —                                                | —                                                |                                                  |
| XI       | 1903        | Kristiania · ( Noruega)                          | —                                                | —                                                | —                                                |                                                  |
| XII      | 1904        | Davos · ( Suiza)                                 | Rudolf Gundersen · Noruega                       | —                                                | —                                                |                                                  |
| XIII     | 1905        | Estocolmo · ( Suecia)                            | Johan Vikander · Finlandia                       | —                                                | —                                                |                                                  |
| XIV      | 1906        | Davos · ( Suiza)                                 | Rudolf Gundersen · Noruega                       | —                                                | —                                                |                                                  |
| XV       | 1907        | Davos · ( Suiza)                                 | Moje Öholm · Suecia                              | —                                                | —                                                |                                                  |
| XVI      | 1908        | Klagenfurt ( Austria)                            | Moje Öholm · Suecia                              | Oscar Mathisen · Noruega                         | Thomas Bohrer Austria                            |                                                  |
| XVII     | 1909        | Budapest ( Hungría)                              | Oscar Mathisen · Noruega                         | Thomas Bohrer Austria                            | Moje Öholm · Suecia                              |                                                  |
| XVIII    | 1910        | Vyborg ( Finlandia)                              | Nikolai Strunnikov · Rusia                       | Magnus Johansen · Noruega                        | Oscar Mathisen · Noruega                         |                                                  |
| XIX      | 1911        | Estocolmo · ( Suecia)                            | Nikolai Strunnikov · Rusia                       | Thomas Bohrer Austria                            | Otto Andersson · Suecia                          |                                                  |
| XX       | 1912        | Estocolmo · ( Suecia)                            | Oscar Mathisen · Noruega                         | Martin Sæterhaug · Noruega                       | Gunnar Strömsten · Finlandia                     |                                                  |
| XXI      | 1913        | San Petersburgo · ( Rusia)                       | Vasili Ippolitov · Rusia                         | Oscar Mathisen · Noruega                         | Nikita Naidenov · Rusia                          |                                                  |
| XXII     | 1914        | Berlín ( Alemania)                               | Oscar Mathisen · Noruega                         | Vasili Ippolitov · Rusia                         | Bjarne Frang · Noruega                           |                                                  |
|          | 1915 – 1921 | No celebrados debido a la Primera Guerra Mundial | No celebrados debido a la Primera Guerra Mundial | No celebrados debido a la Primera Guerra Mundial | No celebrados debido a la Primera Guerra Mundial | No celebrados debido a la Primera Guerra Mundial |
| XXIII    | 1922        | Helsinki · ( Finlandia)                          | Clas Thunberg · Finlandia                        | Ole Olsen · Noruega                              | Asser Wallenus · Finlandia                       |                                                  |
| XXIV     | 1923        | Hamar · ( Noruega)                               | Harald Strøm · Noruega                           | Clas Thunberg · Finlandia                        | Roald Larsen · Noruega                           |                                                  |
| XXV      | 1924        | Kristiania · ( Noruega)                          | Roald Larsen · Noruega                           | Clas Thunberg · Finlandia                        | Oskar Olsen · Noruega                            |                                                  |
| XXVI     | 1925        | Sankt Moritz · ( Suiza)                          | Otto Polacsek · Austria                          | Roald Larsen · Noruega                           | Oskar Olsen · Noruega                            |                                                  |
| XXVII    | 1926        | Chamonix ( Francia)                              | Julius Skutnabb · Finlandia                      | Otto Polacsek · Austria                          | Uuno Pietilä · Finlandia                         |                                                  |
| XXVIII   | 1927        | Estocolmo · ( Suecia)                            | Bernt Evensen · Noruega                          | Clas Thunberg · Finlandia                        | Ivar Ballangrud · Noruega                        |                                                  |
| XXIX     | 1928        | Oslo · ( Noruega)                                | Clas Thunberg · Finlandia                        | Bernt Evensen · Noruega                          | Roald Larsen · Noruega                           |                                                  |
| XXX      | 1929        | Davos · ( Suiza)                                 | Ivar Ballangrud · Noruega                        | Clas Thunberg · Finlandia                        | Roald Larsen · Noruega                           |                                                  |
| XXXI     | 1930        | Trondheim · ( Noruega)                           | Ivar Ballagrung · Noruega                        | Michael Staksrud · Noruega                       | Thorstein Stenbek · Noruega                      |                                                  |
| XXXII    | 1931        | Estocolmo · ( Suecia)                            | Clas Thunberg · Finlandia                        | Ossi Blomqvist · Finlandia                       | Dolf van der Scheer · Países Bajos               |                                                  |
| XXXIII   | 1932        | Davos · ( Suiza)                                 | Clas Thunberg · Finlandia                        | Ossi Blomqvist · Finlandia                       | Rudolf Riedl · Austria                           |                                                  |
| XXXIV    | 1933        | Vyborg · ( Finlandia)                            | Ivar Ballangrud · Noruega                        | Birger Wasenius · Finlandia                      | Kalle Paananen · Finlandia                       |                                                  |
| XXXV     | 1934        | Hamar · ( Noruega)                               | Michael Staksrud · Noruega                       | Max Stiepl · Austria                             | Karl Wazulek · Austria                           |                                                  |
| XXXVI    | 1935        | Helsinki · ( Finlandia)                          | Karl Wazulek · Austria                           | Bernt Evensen · Noruega                          | Birger Wasenius · Finlandia                      |                                                  |
| XXXVII   | 1936        | Oslo · ( Noruega)                                | Ivar Ballangrud · Noruega                        | Charles Mathiesen · Noruega                      | Harry Haraldsen · Noruega                        |                                                  |
| XXXVIII  | 1937        | Davos · ( Suiza)                                 | Michael Staksrud · Noruega                       | Hans Engnestangen · Noruega                      | Birger Wasenius · Finlandia                      |                                                  |
| XXXIX    | 1938        | Oslo · ( Noruega)                                | Charles Mathiesen · Noruega                      | Harry Haraldsen · Noruega                        | Ivar Ballangrud · Noruega                        |                                                  |
| XL       | 1939        | Riga ( Letonia)                                  | Alfons Bērziņš Letonia                           | Charles Mathiesen · Noruega                      | Aage Johansen · Noruega                          |                                                  |
|          | 1940 – 1946 | No celebrados debido a la Segunda Guerra Mundial | No celebrados debido a la Segunda Guerra Mundial | No celebrados debido a la Segunda Guerra Mundial | No celebrados debido a la Segunda Guerra Mundial | No celebrados debido a la Segunda Guerra Mundial |
| XLI      | 1947        | Estocolmo · ( Suecia)                            | Åke Seyffarth · Suecia                           | Göthe Hedlund · Suecia                           | Sverre Farstad · Noruega                         |                                                  |
| XLII     | 1948        | Hamar · ( Noruega)                               | Reidar Liaklev · Noruega                         | Göthe Hedlund · Suecia                           | Odd Lundberg · Noruega                           |                                                  |
| XLIII    | 1949        | Davos · ( Suiza)                                 | Sverre Farstad · Noruega                         | Hjalmar Andersen · Noruega                       | Kornél Pajor · Hungría                           |                                                  |
| XLIV     | 1950        | Helsinki · ( Finlandia)                          | Hjalmar Andersen · Noruega                       | Reidar Liaklev · Noruega                         | Sverre Haugli · Noruega                          |                                                  |
| XLV      | 1951        | Oslo · ( Noruega)                                | Hjalmar Andersen · Noruega                       | Willem van der Voort · Países Bajos              | Henry Wahl · Noruega                             |                                                  |
| XLVI     | 1952        | Östersund · ( Suecia)                            | Hjalmar Andersen · Noruega                       | Kees Broekman · Países Bajos                     | Kornél Pajor · Hungría                           |                                                  |
| XLVII    | 1953        | Hamar · ( Noruega)                               | Kees Broekman · Países Bajos                     | Willem van der Voort · Países Bajos              | Ivar Martinsen · Noruega                         |                                                  |
| XLVIII   | 1954        | Davos · ( Suiza)                                 | Boris Shilkov URSS                               | Hjalmar Andersen · Noruega                       | Sigvard Ericsson · Suecia                        |                                                  |
| XLIX     | 1955        | Falun · ( Suecia)                                | Sigvard Ericsson · Suecia                        | Oleg Goncharenko URSS                            | Dmitri Sakunenko URSS                            |                                                  |
| L        | 1956        | Helsinki · ( Finlandia)                          | Yevgueni Grishin URSS                            | Knut Johannesen · Noruega                        | Sigvard Ericsson · Suecia                        |                                                  |
| LI       | 1957        | Oslo · ( Noruega)                                | Oleg Goncharenko URSS                            | Knut Johannesen · Noruega                        | Roald Aas · Noruega                              |                                                  |
| LII      | 1958        | Eskilstuna · ( Suecia)                           | Oleg Goncharenko URSS                            | Vladimir Shilykovski URSS                        | Knut Johannesen · Noruega                        |                                                  |
| LIII     | 1959        | Gotemburgo · ( Suecia)                           | Knut Johannesen · Noruega                        | Juhani Järvinen · Finlandia                      | Toivo Salonen · Finlandia                        |                                                  |
| LIV      | 1960        | Oslo · ( Noruega)                                | Knut Johannesen · Noruega                        | Boris Stenin URSS                                | Roald Aas · Noruega                              |                                                  |
| LV       | 1961        | Helsinki · ( Finlandia)                          | Viktor Kosichkin URSS                            | Henk van der Grift · Países Bajos                | André Kouprianoff Francia                        |                                                  |
| LVI      | 1962        | Oslo · ( Noruega)                                | Robert Merkulov URSS                             | André Kouprianoff Francia                        | Boris Stenin URSS                                |                                                  |
| LVII     | 1963        | Gotemburgo · ( Suecia)                           | Nils Egil Åness · Noruega                        | Knut Johannesen · Noruega                        | Per Ivar Moe · Noruega                           |                                                  |
| LVIII    | 1964        | Oslo · ( Noruega)                                | Ants Antson URSS                                 | Yuri Yumashev URSS                               | Per Ivar Moe · Noruega                           |                                                  |
| LIX      | 1965        | Gotemburgo · ( Suecia)                           | Eduard Matusevich URSS                           | Per Ivar Moe · Noruega                           | Viktor Kosichkin URSS                            |                                                  |
| LX       | 1966        | Deventer · ( Países Bajos)                       | Ard Schenk · Países Bajos                        | Kees Verkerk · Países Bajos                      | Valeri Kaplan URSS                               |                                                  |
| LXI      | 1967        | Lahti · ( Finlandia)                             | Kees Verkerk · Países Bajos                      | Valeri Kaplan URSS                               | Eduard Matusevich URSS                           |                                                  |
| LXII     | 1968        | Oslo · ( Noruega)                                | Fred Anton Maier · Noruega                       | Eduard Matusevich URSS                           | Magne Thomassen · Noruega                        |                                                  |
| LXIII    | 1969        | Inzell ( RFA)                                    | Dag Fornæss · Noruega                            | Kees Verkerk · Países Bajos                      | Göran Claeson · Suecia                           |                                                  |
| LXIV     | 1970        | Innsbruck · ( Austria)                           | Ard Schenk · Países Bajos                        | Dag Fornæss · Noruega                            | Göran Claeson · Suecia                           |                                                  |
| LXV      | 1971        | Heerenveen · ( Países Bajos)                     | Dag Fornæss · Noruega                            | Ard Schenk · Países Bajos                        | Kees Verkerk · Países Bajos                      |                                                  |
| LXVI     | 1972        | Davos · ( Suiza)                                 | Ard Schenk · Países Bajos                        | Roar Grønvold · Noruega                          | Jan Bols · Países Bajos                          |                                                  |
| LXVII    | 1973        | Grenoble ( Francia)                              | Göran Claeson · Suecia                           | Hans van Helden · Países Bajos                   | Harm Kuipers · Países Bajos                      |                                                  |
| LXVIII   | 1974        | Eskilstuna · ( Suecia)                           | Göran Claeson · Suecia                           | Amund Sjøbrend · Noruega                         | Hans van Helden · Países Bajos                   |                                                  |
| LXIX     | 1975        | Heerenveen · ( Países Bajos)                     | Sten Stensen · Noruega                           | Harm Kuipers · Países Bajos                      | Piet Kleine · Países Bajos                       |                                                  |
| LXX      | 1976        | Oslo · ( Noruega)                                | Kay Arne Stenshjemmet · Noruega                  | Sten Stensen · Noruega                           | Jan Egil Storholt · Noruega                      |                                                  |
| LXXI     | 1977        | Larvik · ( Noruega)                              | Jan Egil Storholt · Noruega                      | Kay Arne Stenshjemmet · Noruega                  | Amund Sjøbrend · Noruega                         |                                                  |
| LXXII    | 1978        | Oslo · ( Noruega)                                | Serguei Marchuk URSS                             | Sten Stensen · Noruega                           | Jan Egil Storholt · Noruega                      |                                                  |
| LXXIII   | 1979        | Deventer · ( Países Bajos)                       | Jan Egil Storholt · Noruega                      | Kay Arne Stenshjemmet · Noruega                  | Serguei Marchuk URSS                             |                                                  |
| LXXIV    | 1980        | Trondheim · ( Noruega)                           | Kay Arne Stenshjemmet · Noruega                  | Jan Egil Storholt · Noruega                      | Tom Erik Oxholm · Noruega                        |                                                  |
| LXXV     | 1981        | Deventer · ( Países Bajos)                       | Amund Sjøbrend · Noruega                         | Hilbert van der Duim · Países Bajos              | Kay Arne Stenshjemmet · Noruega                  |                                                  |
| LXXVI    | 1982        | Oslo · ( Noruega)                                | Tomas Gustafson · Suecia                         | Rolf Falk-Larssen · Noruega                      | Hilbert van der Duim · Países Bajos              |                                                  |
| LXXVII   | 1983        | La Haya · ( Países Bajos)                        | Hilbert van der Duim · Países Bajos              | Yep Kramer · Países Bajos                        | Bjørn Nyland · Noruega                           |                                                  |
| LXXVIII  | 1984        | Larvik · ( Noruega)                              | Hilbert van der Duim · Países Bajos              | Rolf Falk-Larssen · Noruega                      | Frits Schalij · Países Bajos                     |                                                  |
| LXXIX    | 1985        | Eskilstuna · ( Suecia)                           | Hein Vergeer · Países Bajos                      | Frits Schalij · Países Bajos                     | Oleg Bozhiev URSS                                |                                                  |
| LXXX     | 1986        | Oslo · ( Noruega)                                | Hein Vergeer · Países Bajos                      | Alexandr Mozin URSS                              | Tomas Gustafson · Suecia                         |                                                  |
| LXXXI    | 1987        | Trondheim · ( Noruega)                           | Nikolai Guliayev URSS                            | Michael Hadschieff · Austria                     | Hein Vergeer · Países Bajos                      |                                                  |
| LXXXII   | 1988        | La Haya · ( Países Bajos)                        | Tomas Gustafson · Suecia                         | Leo Visser · Países Bajos                        | Gerard Kemkers · Países Bajos                    |                                                  |
| LXXXIII  | 1989        | Gotemburgo · ( Suecia)                           | Leo Visser · Países Bajos                        | Gerard Kemkers · Países Bajos                    | Geir Karlstad · Noruega                          |                                                  |
| LXXXIV   | 1990        | Heerenveen · ( Países Bajos)                     | Bart Veldkamp · Países Bajos                     | Tomas Gustafson · Suecia                         | Leo Visser · Países Bajos                        |                                                  |
| LXXXV    | 1991        | Sarajevo ( Yugoslavia)                           | Johann Olav Koss · Noruega                       | Leo Visser · Países Bajos                        | Bart Veldkamp · Países Bajos                     |                                                  |
| LXXXVI   | 1992        | Heerenveen · ( Países Bajos)                     | Falko Zandstra · Países Bajos                    | Johann Olav Koss · Noruega                       | Rintje Ritsma · Países Bajos                     |                                                  |
| LXXXVII  | 1993        | Heerenveen · ( Países Bajos)                     | Falko Zandstra · Países Bajos                    | Johann Olav Koss · Noruega                       | Rintje Ritsma · Países Bajos                     |                                                  |
| LXXXVIII | 1994        | Hamar · ( Noruega)                               | Rintje Ritsma · Países Bajos                     | Johann Olav Koss · Noruega                       | Falko Zandstra · Países Bajos                    |                                                  |
| LXXXIX   | 1995        | Heerenveen · ( Países Bajos)                     | Rintje Ritsma · Países Bajos                     | Falko Zandstra · Países Bajos                    | Roberto Sighel · Italia                          |                                                  |
| XC       | 1996        | Heerenveen · ( Países Bajos)                     | Rintje Ritsma · Países Bajos                     | Ids Postma · Países Bajos                        | Martin Hersman · Países Bajos                    |                                                  |
| XCI      | 1997        | Heerenveen · ( Países Bajos)                     | Ids Postma · Países Bajos                        | Rintje Ritsma · Países Bajos                     | Falko Zandstra · Países Bajos                    |                                                  |
| XCII     | 1998        | Helsinki · ( Finlandia)                          | Rintje Ritsma · Países Bajos                     | Roberto Sighel · Italia                          | Vadim Sayutin · Rusia                            |                                                  |
| XCIII    | 1999        | Heerenveen · ( Países Bajos)                     | Rintje Ritsma · Países Bajos                     | Roberto Sighel · Italia                          | Dmitri Shepel · Rusia                            |                                                  |
| XCIV     | 2000        | Hamar · ( Noruega)                               | Rintje Ritsma · Países Bajos                     | Eskil Ervik · Noruega                            | Ids Postma · Países Bajos                        |                                                  |
| XCV      | 2001        | Baselga di Piné · ( Italia)                      | Dmitri Shepel · Rusia                            | Bart Veldkamp · Bélgica                          | Ids Postma · Países Bajos                        |                                                  |
| XCVI     | 2002        | Erfurt · ( Alemania)                             | Jochem Uytdehaage · Países Bajos                 | Carl Verheijen · Países Bajos                    | Dmitri Shepel · Rusia                            |                                                  |
| XCVII    | 2003        | Heerenveen · ( Países Bajos)                     | Gianni Romme · Países Bajos                      | Rintje Ritsma · Países Bajos                     | Mark Tuitert · Países Bajos                      |                                                  |
| XCVIII   | 2004        | Heerenveen · ( Países Bajos)                     | Mark Tuitert · Países Bajos                      | Carl Verheijen · Países Bajos                    | Jochem Uytdehaage · Países Bajos                 |                                                  |
| XCIX     | 2005        | Heerenveen · ( Países Bajos)                     | Jochem Uytdehaage · Países Bajos                 | Sven Kramer · Países Bajos                       | Carl Verheijen · Países Bajos                    |                                                  |
| C        | 2006        | Hamar · ( Noruega)                               | Enrico Fabris · Italia                           | Eskil Ervik · Noruega                            | Håvard Bøkko · Noruega                           |                                                  |
| CI       | 2007        | Collalbo · ( Italia)                             | Sven Kramer · Países Bajos                       | Enrico Fabris · Italia                           | Carl Verheijen · Países Bajos                    |                                                  |
| CII      | 2008        | Kolomna · ( Rusia)                               | Sven Kramer · Países Bajos                       | Håvard Bøkko · Noruega                           | Enrico Fabris · Italia                           |                                                  |
| CIII     | 2009        | Heerenveen · ( Países Bajos)                     | Sven Kramer · Países Bajos                       | Håvard Bøkko · Noruega                           | Wouter olde Heuvel · Países Bajos                |                                                  |
| CIV      | 2010        | Hamar · ( Noruega)                               | Sven Kramer · Países Bajos                       | Enrico Fabris · Italia                           | Ivan Skobrev · Rusia                             |                                                  |
| CV       | 2011        | Collalbo · ( Italia)                             | Ivan Skobrev · Rusia                             | Jan Blokhuijsen · Países Bajos                   | Koen Verweij · Países Bajos                      |                                                  |
| CVI      | 2012        | Budapest · ( Hungría)                            | Sven Kramer · Países Bajos                       | Jan Blokhuijsen · Países Bajos                   | Håvard Bøkko · Noruega                           |                                                  |
| CVII     | 2013        | Heerenveen · ( Países Bajos)                     | Sven Kramer · Países Bajos                       | Jan Blokhuijsen · Países Bajos                   | Håvard Bøkko · Noruega                           |                                                  |
| CVIII    | 2014        | Hamar · ( Noruega)                               | Jan Blokhuijsen · Países Bajos                   | Koen Verweij · Países Bajos                      | Håvard Bøkko · Noruega                           |                                                  |
| CIX      | 2015        | Cheliábinsk · ( Rusia)                           | Sven Kramer · Países Bajos                       | Koen Verweij · Países Bajos                      | Denis Yuskov · Rusia                             |                                                  |
| CX       | 2016        | Minsk · ( Bielorrusia)                           | Sven Kramer · Países Bajos                       | Bart Swings · Bélgica                            | Jan Blokhuijsen · Países Bajos                   |                                                  |
| CXI      | 2017        | Heerenveen · ( Países Bajos)                     | Sven Kramer · Países Bajos                       | Jan Blokhuijsen · Países Bajos                   | Bart Swings · Bélgica                            |                                                  |
| CXII     | 2019        | Collalbo · ( Italia)                             | Sven Kramer · Países Bajos                       | Patrick Roest · Países Bajos                     | Sverre Lunde Pedersen · Noruega                  |                                                  |
| CXIII    | 2021        | Heerenveen · ( Países Bajos                      | Patrick Roest · Países Bajos                     | Marcel Bosker · Países Bajos                     | Sverre Lunde Pedersen · Noruega                  |                                                  |
| CXIV     | 2023        | Hamar · ( Noruega)                               | Patrick Roest · Países Bajos                     | Sander Eitrem · Noruega                          | Bart Swings · Bélgica                            |                                                  |
| CXV      | 2025        | Heerenveen · ( Países Bajos                      | Sander Eitrem · Noruega                          | Peder Kongshaug · Noruega                        | Beau Snellink · Países Bajos                     |                                                  |
| CXVI     | 2027        | Heerenveen · ( Países Bajos                      |                                                  |                                                  |                                                  |                                                  |

1. 1 2  Ningún participante reunió los requisitos de ganar por lo menos dos pruebas para ser declarado campeón.

### Medallero histórico
- Medallas obtenidas en la clasificación general (hasta Heerenveen 2025).

| Núm. | País         | Oro | Plata | Bronce | Total |
| ---- | ------------ | --- | ----- | ------ | ----- |
| 1    | Noruega      | 39  | 39    | 36     | 114   |
| 2    | Países Bajos | 37  | 30    | 27     | 94    |
| 3    | Rusia        | 15  | 8     | 13     | 36    |
| 4    | Suecia       | 9   | 3     | 7      | 19    |
| 5    | Finlandia    | 7   | 8     | 7      | 22    |
| 6    | Austria      | 2   | 5     | 3      | 10    |
| 7    | Alemania     | 2   | 0     | 0      | 2     |
| 8    | Italia       | 1   | 4     | 2      | 7     |
| 9    | Letonia      | 1   | 0     | 0      | 1     |
| 10   | Bélgica      | 0   | 2     | 2      | 4     |
| 11   | Francia      | 0   | 1     | 1      | 2     |
| 12   | Hungría      | 0   | 0     | 2      | 2     |
|      | TOTAL        | 113 | 100   | 100    | 313   |

## Torneo femenino
| Núm.         | Año         | Sede                         | Oro                                      | Plata                               | Bronce                              |               |
| ------------ | ----------- | ---------------------------- | ---------------------------------------- | ----------------------------------- | ----------------------------------- | ------------- |
| I – LXXIII   | 1893 – 1969 | No realizados                | No realizados                            | No realizados                       | No realizados                       | No realizados |
| LXIV         | 1970        | Heerenveen · ( Países Bajos) | Nina Statkevich URSS                     | Stien Kaiser · Países Bajos         | Ans Schut · Países Bajos            |               |
| LXV          | 1971        | Leningrado ( URSS)           | Nina Statkevich URSS                     | Liudmila Titova URSS                | Kapitolina Serioguina URSS          |               |
| LXVI         | 1972        | Inzell ( RFA)                | Atje Keulen-Deelstra · Países Bajos      | Nina Statkevich URSS                | Liudmila Savrulina URSS             |               |
| LXVII        | 1973        | Brandbu · ( Noruega)         | Atje Keulen-Deelstra · Países Bajos      | Trijne Rep · Países Bajos           | Nina Statkevich URSS                |               |
| LXVIII       | 1974        | Alma-Ata ( URSS)             | Atje Keulen-Deelstra · Países Bajos      | Nina Statkevich URSS                | Tatiana Shelejova URSS              |               |
| LXIX – LXXIV | 1975 – 1980 | No realizados                | No realizados                            | No realizados                       | No realizados                       | No realizados |
| LXXV         | 1981        | Heerenveen · ( Países Bajos) | Natalia Petrusiova URSS                  | Karin Enke RDA                      | Gabi Schönbrunn RDA                 |               |
| LXXVI        | 1982        | Heerenveen · ( Países Bajos) | Natalia Petrusiova URSS                  | Karin Enke RDA                      | Natalia Glebova URSS                |               |
| LXXVII       | 1983        | Heerenveen · ( Países Bajos) | Andrea Schöne RDA                        | Karin Enke RDA                      | Natalia Petrusiova URSS             |               |
| LXXVIII      | 1984        | Alma-Ata ( URSS)             | Gabi Schönbrunn RDA                      | Valentina Lalenkova URSS            | Olga Pleshkova URSS                 |               |
| LXXIX        | 1985        | Groninga · ( Países Bajos)   | Andrea Schöne RDA                        | Yvonne van Gennip · Países Bajos    | Sabine Brehm RDA                    |               |
| LXXX         | 1986        | Geithus · ( Países Bajos)    | Andrea Ehrig RDA                         | Yvonne van Gennip · Países Bajos    | Natalia Artamonova URSS             |               |
| LXXXI        | 1987        | Groninga · ( Países Bajos)   | Andrea Ehrig RDA                         | Yvonne van Gennip · Países Bajos    | Jacqueline Börner RDA               |               |
| LXXXII       | 1988        | Kongsberg · ( Noruega)       | Andrea Ehrig RDA                         | Gunda Kleemann RDA                  | Yvonne van Gennip · Países Bajos    |               |
| LXXXIII      | 1989        | Berlín Occidental ( RFA)     | Gunda Kleemann RDA                       | Constanze Moser RDA                 | Jacqueline Börner RDA               |               |
| LXXXIV       | 1990        | Heerenveen · ( Países Bajos) | Gunda Kleemann RDA                       | Jacqueline Börner RDA               | Heike Schalling RDA                 |               |
| LXXXV        | 1991        | Sarajevo ( Yugoslavia)       | Gunda Niemann · Alemania                 | Heike Warnicke · Alemania           | Yvonne van Gennip · Países Bajos    |               |
| LXXXVI       | 1992        | Heerenveen · ( Países Bajos) | Gunda Niemann · Alemania                 | Emese Hunyady · Austria             | Heike Warnicke · Alemania           |               |
| LXXXVII      | 1993        | Heerenveen · ( Países Bajos) | Emese Hunyady · Austria                  | Heike Warnicke · Alemania           | Svetlana Bazhanova · Rusia          |               |
| LXXXVIII     | 1994        | Hamar · ( Noruega)           | Gunda Niemann · Alemania                 | Svetlana Bazhanova · Rusia          | Emese Hunyady · Austria             |               |
| LXXXIX       | 1995        | Heerenveen · ( Países Bajos) | Gunda Niemann · Alemania                 | Annamarie Thomas · Países Bajos     | Tonny de Jong · Países Bajos        |               |
| XC           | 1996        | Heerenveen · ( Países Bajos) | Gunda Niemann · Alemania                 | Annamarie Thomas · Países Bajos     | Claudia Pechstein · Alemania        |               |
| XCI          | 1997        | Heerenveen · ( Países Bajos) | Tonny de Jong · Países Bajos             | Gunda Niemann · Alemania            | Barbara de Loor · Países Bajos      |               |
| XCII         | 1998        | Helsinki · ( Finlandia)      | Claudia Pechstein · Alemania             | Anni Friesinger · Alemania          | Svetlana Bazhanova · Rusia          |               |
| XCIII        | 1999        | Heerenveen · ( Países Bajos) | Tonny de Jong · Países Bajos             | Claudia Pechstein · Alemania        | Annamarie Thomas · Países Bajos     |               |
| XCIV         | 2000        | Hamar · ( Noruega)           | Anni Friesinger · Alemania               | Gunda Niemann-Stirnemann · Alemania | Renate Groenewold · Países Bajos    |               |
| XCV          | 2001        | Baselga di Piné · ( Italia)  | Gunda Niemann-Stirnemann · Alemania      | Claudia Pechstein · Alemania        | Wieteke Cramer · Países Bajos       |               |
| XCVI         | 2002        | Erfurt · ( Alemania)         | Anni Friesinger · Alemania               | Claudia Pechstein · Alemania        | Renate Groenewold · Países Bajos    |               |
| XCVII        | 2003        | Heerenveen · ( Países Bajos) | Anni Friesinger · Alemania               | Claudia Pechstein · Alemania        | Renate Groenewold · Países Bajos    |               |
| XCVIII       | 2004        | Heerenveen · ( Países Bajos) | Anni Friesinger · Alemania               | Claudia Pechstein · Alemania        | Renate Groenewold · Países Bajos    |               |
| XCIX         | 2005        | Heerenveen · ( Países Bajos) | Anni Friesinger · Alemania               | Daniela Anschütz · Alemania         | Claudia Pechstein · Alemania        |               |
| C            | 2006        | Hamar · ( Noruega)           | Claudia Pechstein · Alemania             | Renate Groenewold · Países Bajos    | Ireen Wüst · Países Bajos           |               |
| CI           | 2007        | Collalbo · ( Italia)         | Martina Sáblíková · República Checa      | Ireen Wüst · Países Bajos           | Renate Groenewold · Países Bajos    |               |
| CII          | 2008        | Kolomna · ( Rusia)           | Ireen Wüst · Países Bajos                | Paulien van Deutekom · Países Bajos | Martina Sáblíková · República Checa |               |
| CIII         | 2009        | Heerenveen · ( Países Bajos) | Claudia Pechstein · Alemania             | Daniela Anschütz-Thoms · Alemania   | Martina Sáblíková · República Checa |               |
| CIV          | 2010        | Hamar · ( Noruega)           | Martina Sáblíková · República Checa      | Ireen Wüst · Países Bajos           | Daniela Anschütz-Thoms · Alemania   |               |
| CV           | 2011        | Collalbo · ( Italia)         | Martina Sáblíková · República Checa      | Ireen Wüst · Países Bajos           | Marrit Leenstra · Países Bajos      |               |
| CVI          | 2012        | Budapest · ( Hungría)        | Martina Sáblíková · República Checa      | Claudia Pechstein · Alemania        | Ireen Wüst · Países Bajos           |               |
| CVII         | 2013        | Heerenveen · ( Países Bajos) | Ireen Wüst · Países Bajos                | Linda de Vries · Países Bajos       | Diane Valkenburg · Países Bajos     |               |
| CVIII        | 2014        | Hamar · ( Noruega)           | Ireen Wüst · Países Bajos                | Yvonne Nauta · Países Bajos         | Martina Sáblíková · República Checa |               |
| CIX          | 2015        | Cheliábinsk · ( Rusia)       | Ireen Wüst · Países Bajos                | Martina Sáblíková · República Checa | Linda de Vries · Países Bajos       |               |
| CX           | 2016        | Minsk · ( Bielorrusia)       | Martina Sáblíková · República Checa      | Ireen Wüst · Países Bajos           | Antoinette de Jong · Países Bajos   |               |
| CXI          | 2017        | Heerenveen · ( Países Bajos) | Ireen Wüst · Países Bajos                | Martina Sáblíková · República Checa | Antoinette de Jong · Países Bajos   |               |
| CXII         | 2019        | Collalbo · ( Italia)         | Antoinette de Jong · Países Bajos        | Martina Sáblíková · República Checa | Francesca Lollobrigida · Italia     |               |
| CXIII        | 2021        | Heerenveen · ( Países Bajos  | Antoinette de Jong · Países Bajos        | Irene Schouten · Países Bajos       | Martina Sáblíková · República Checa |               |
| CXIV         | 2023        | Hamar · ( Noruega)           | Antoinette de Jong · Países Bajos        | Ragne Wiklund · Noruega             | Marijke Groenewoud · Países Bajos   |               |
| CXV          | 2025        | Heerenveen · ( Países Bajos  | Antoinette Rijpma-de Jong · Países Bajos | Joy Beune · Países Bajos            | Ragne Wiklund · Noruega             |               |
| CXVI         | 2027        | Heerenveen · ( Países Bajos  |                                          |                                     |                                     |               |

### Medallero histórico
- Medallas obtenidas en la clasificación general (hasta Heerenveen 2025).

| Núm. | País            | Oro | Plata | Bronce | Total |
| ---- | --------------- | --- | ----- | ------ | ----- |
| 1    | Alemania        | 22  | 19    | 9      | 50    |
| 2    | Países Bajos    | 14  | 17    | 20     | 51    |
| 3    | República Checa | 5   | 3     | 4      | 12    |
| 4    | Rusia           | 4   | 5     | 10     | 19    |
| 5    | Austria         | 1   | 1     | 1      | 3     |
| 5    | Noruega         | 0   | 1     | 1      | 2     |
| 6    | Italia          | 0   | 0     | 1      | 1     |
|      | TOTAL           | 46  | 46    | 46     | 138   |

## Medallero histórico total
- Medallas obtenidas en la clasificación general (hasta Heerenveen 2025).

| Núm. | País            | Oro | Plata | Bronce | Total |
| ---- | --------------- | --- | ----- | ------ | ----- |
| 1    | Países Bajos    | 51  | 47    | 47     | 145   |
| 2    | Noruega         | 39  | 40    | 37     | 116   |
| 3    | Alemania        | 24  | 19    | 9      | 52    |
| 4    | Rusia           | 19  | 13    | 23     | 55    |
| 5    | Suecia          | 9   | 3     | 7      | 19    |
| 6    | Finlandia       | 7   | 8     | 7      | 22    |
| 7    | República Checa | 5   | 3     | 4      | 12    |
| 8    | Austria         | 3   | 6     | 4      | 13    |
| 9    | Italia          | 1   | 4     | 3      | 8     |
| 10   | Letonia         | 1   | 0     | 0      | 1     |
| 11   | Bélgica         | 0   | 2     | 2      | 4     |
| 12   | Francia         | 0   | 1     | 1      | 2     |
| 13   | Hungría         | 0   | 0     | 2      | 2     |
|      | TOTAL           | 159 | 146   | 146    | 451   |

1. 1 2 3  Incluye las medallas obtenidas por la URSS.
2. 1 2  Incluye las medallas obtenidas por la RDA.